# SchuhWerkMedia
Die SchuhWerkMedia GmbH war ein deutsches Filmproduktionsunternehmen mit Sitz in Berlin. Es produzierte Musikvideos, Werbe-, Image-, Kurz- und Businessfilme.

## Geschichte
Der Unternehmensgründer Paul Schuh begann 1994 als Beleuchter bei Opal Film. 1995 wurde er Set- und Aufnahmeleitungs-Assistent und 1996 Aufnahmeleiter bei der UFA. 1997 war er freier Aufnahmeleiter und 1998 Produktionsleiter bei Blowfilm. Ab 1999 arbeitete er als freier Produktionsleiter für Musikvideo- und Werbefilmproduktionen, unter anderem für Cortal Consors und Nike. Im Jahr 2000 gründete er unter der Firma Schuhwerk Filmproduktion sein eigenes Filmproduktionsunternehmen. Das Unternehmen wurde 2005 Kooperationspartner von docB businessfilme.
Das Unternehmen arbeitete mit Regisseuren wie Zoran Bihać, Daniel Harder und Christoph Mangler und Kameraleuten wie Ngo The Chau und Felix Storp zusammen.
Im März 2009 firmierte die Schuhwerk Filmproduktion zur SchuhWerkMedia GmbH um. 2016 wurde das Unternehmen liquidiert.

## Filmografie
Videoproduktionen
- Seeed: Schwinger (2005), Aufstehen (2005), Live (Konzert-DVD, 2006)
- Aggro Berlin: Ansage #5 (2005), Ansage #8 (2008)
- Sido: Strassenjunge (2006), Ein Teil von mir (2007), Augen auf (2008)
- Fler: Cüs Junge (feat. Muhabbet, 2006), Papa ist zurück (2006), Deutscher Bad Boy (2007)
- Boundzound: Louder (2007), Stay Alive (2007), Bang (2010)
- Die Fantastischen Vier: Einfach sein (2007), Ernten was wir säen (2007)
- Miss Platnum: Come Marry Me (2007), Give Me the Food (2007)
- Beatsteaks: Demons Galore (2007), Jane Became Insane (2007), Meantime (2007)
- Peter Fox: Schwarz zu blau (2008), Haus am See (2008), Alles neu (2008)
- Frank Dellé: Pound Power (2009), Power of Love (2009)
- Das Gezeichnete Ich: Innen (2009), Hallelujah (2009), Du, Es und Ich (2009)
- Max Herre: Geschenkter Tag (2009)
- Gentleman: It No Pretty (2010), To the Top (2010)

Imagefilme
- 2007: AIDA Cruises: Taufe der AIDAdiva[3]
- 2007: SSP Deutschland: Creating a better Experience
- 2010: Viral für Bundesvereinigung Deutscher Apothekerverbände